# NF DTU 36.2
Le document technique unifié NF DTU 36.2 est un document relatif à la pose des menuiseries intérieures en bois.

## Domaines d'application
Les élements de menuiseries concernés sont les suivants :
- les fenêtres ;
- les blocs-portes ;
- les lambris ;
- les placards et leurs portes ;
- les trappes de visites ;
- les trappes de combles ;
- les façades de baignoires et habillages ;
- les coffres de volets roulants.